# Kapryśna królewna
Kapryśna królewna (ros. Капризная принцесса) – radziecki krótkometrażowy film animowany z 1969 roku w reżyserii sióstr Walentyny i Zinaidy Brumberg oparty na podstawie baśni braci Grimm Król Drozdobrody.

## Obsada (głosy)
- Nina Gulajewa jako księżniczka
- Aleksiej Konsowski jako Rycerz
- Anatolij Papanow jako Król
- Marija Mironowa jako królowa
- Andriej Mironow jako Błazen
- Rina Zielona jako staruszka
- Jewgienij Wiesnik jako Żebrak

## Animatorzy
Igor Podgorski, Faina Jepifanowa, Władimir Arbiekow, Jelena Wierszynina, Boris Butakow, Tatjana Pomierancewa, Jelizawieta Komowa, Elwira Masłowa, Arkadij Szer, Siergiej Marakasow, Lidija Modiel

## Wersja polska
- Opracowanie wersji polskiej: Studio Opracowań Filmów w Łodzi
- Reżyseria: Grzegorz Sielski
- Dialogi: Elżbieta Włodarczyk
- Dźwięk: Elżbieta Matulewicz
- Montaż: Ewa Rajczak
- Kierownictwo produkcji: Bożena Dębowska

Źródło: